# يومين -ليلة واحدة
يومين، ليلة واحدة (بالإنجليزية: Two Days, One Night)‏ هو فيلم تم إنتاجه في بلجيكا وفرنسا وصدر في سنة 2014. الفيلم من إخراج جان بيار داردين ولوك داردين وكتابة جان بيار داردين ولوك داردين . من بطولة ماريون كوتيار.

## القصة
يتابع الفيلم حياة ساندرا الزوجة الشابة التي يساعدها زوجها، والذي لديه أجازة أسبوعية لاقناع زملائها أن يتنازلوا لها عن مكافآتهم الخاصة، والتي حصلوا عليها بصعوبة شديدة، حتى تستطيع ساندرا الاحتفاظ بها.

## الميزانية والإيرادات
بلغت تكلفة إنتاج الفيلم حوالي 7 ملايين يورو بينما حقق أرباحا تقدر بـ 3,214,591 مليون يورو.

## وصلات خارجية
- يومين -ليلة واحدة على موقع IMDb (الإنجليزية)
- يومين -ليلة واحدة على موقع ميتاكريتيك (الإنجليزية)
- يومين -ليلة واحدة على موقع الموسوعة البريطانية (الإنجليزية)
- يومين -ليلة واحدة على موقع روتن توميتوز (الإنجليزية)
- يومين -ليلة واحدة على موقع نتفليكس (الإنجليزية)
- يومين -ليلة واحدة على موقع قاعدة بيانات الأفلام العربية
- يومين -ليلة واحدة على موقع ألو سيني (الفرنسية)
- يومين -ليلة واحدة على موقع Turner Classic Movies (الإنجليزية)
- يومين -ليلة واحدة على موقع أول موفي (الإنجليزية)
- يومين -ليلة واحدة على موقع بوكس أوفيس موجو (الإنجليزية)